# Атка (остров)
А́тка (англ. Atka Island, алеут. Атӽаӽ) — самый крупный из Андреяновских островов, которые входят в состав Алеутских островов. В административном отношении входит в состав штата Аляска, США.

## География
Площадь Атки составляет 1048 км², что делает его 22-м самым крупным островом США. Расположен в 80 км к востоку от острова Адак. Составляет около 105 км в длину и от 3,2 до 32 км в ширину. На северо-востоке острова находится наивысшая точка — вулкан Коровин, высота которого составляет 1533 м над уровнем моря. В 5,5 км от самой западной точки Атки, мыса Кигун, расположен небольшой остров Оглодак. Остров горист, покрыт тундровой растительностью, мхами, лишайниками и папоротниками.
Расположенные на острове вулкан Коровина (52°23′ с.ш., 174°10′ з.д.), Коровинский залив (52°15′ с.ш., 174°16′ з.д., открыт во второй половине XVIII века русскими мореходами) и мыс Коровинский (52°19′ с.ш., 174°27′ з.д.) названы по фамилии русского морехода Ивана Коровина, который в 60-х годах XVIII века провёл три года на Алеутских островах.
Климат на острове характеризуется как холодный морской, с частыми туманами и осадками.

## История
Остров описан под названием Атху у Г.И. Шелихова в его «Путешествии г. Шелехова с 1783 по 1790 год из Охотска по Восточному Океану к Американским берегам...»:

Атху лежит от Талагака к Востоку же в 40 верстах, а окружность его простирается до 360 верст. Не подалеку от сюда есть пристань, где суда безопасно на якоре стоять могут. На сем острове много гор, из коих вытекают разные речки в море впадающие, и в одной из  них текущей к Востоку, водится весьма много рыбы. Жителей на сем острове около 60 человек.

В 1867 году был продан США вместе с Аляской.

## Население
Население по данным переписи 2000 года составляет 95 человек. Почти все они проживают в населённом пункте Атка, расположенном на восточном побережье острова.